# Got Talent Uruguay
Got Talent Uruguay est une émission de télévision uruguayen produite par FremantleMedia et diffusée sur Canal 10 depuis le 22 juin 2020. Il s'agit de l'adaptation uruguayenne de l'émission américaine America's Got Talent.
Le but de cette émission est de trouver le talent de l'année (chant, danse, spectacle, illusion, etc.) à partir de prestations de candidats, jugées par un jury constitué de professionnels du spectacle. Le gagnant se voit remettre la somme de 1 000 000 $. Elle est présentée par l'actrice et chanteuse Natalia Oreiro.
De novembre à décembre 2019, l'équipe de production a parcouru les 19 départements du pays et ont appelé plus de 10000 personnes, devenant la version avec le plus d'aspirants. Les enregistrements des auditions ont commencé en février 2020, qui se sont déroulés dans des théâtres importants du pays : Théâtre espagnol (Durazno), Théâtre Politeama (Canelones), Théâtre Florencio Sánchez (Paysandú), centre de conventions (Punta del Este) et Théâtre El Galpon (Montevideo).
Le tournage de la deuxième étape a commencé le 12 août 2020 à l'Auditorium Nelly Goitiño de Montevideo, qui n'avait pas d'audience en raison des restrictions sanitaires dues à la pandémie de Covid-19. Le 14 septembre, le renouvellement pour une deuxième saison a été annoncé, qui a été publié le 12 avril 2021.

## Concept

### Phase éliminatoire
Des candidats se présentent devant un public et un jury formé de Orlando Petinatti, María Noel Riccetto, Claudia Fernández et Agustín Casanova. Les prétendants disposent de quelques minutes pour montrer leur talent. Si une prestation ne plaît pas à un juge, il a la possibilité d'appuyer sur son buzzer. Si les quatre juges appuient sur chacun de leur buzzer, le candidat se voit contraint d'arrêter. Ensuite chacun des juges commente le numéro puis décide à tour de rôle s'ils veulent bien laisser une chance pour se représenter aux demi-finales en disant soit "yes" (oui) ou "no" (non), le vote se fait à la majorité.

### Délibération du jury
Dans la deuxième étape, les participants qui ont obtenu trois ou quatre votes positifs des juges au tour précédent sont à nouveau présentés pour accéder aux demi-finales. À ce stade, les candidats reçoivent le retour après la représentation, cependant, et contrairement aux auditions, l'annonce de ceux qui parviennent à passer au tour suivant est donnée après une délibération du jury.

## Déroulement
| Saisons       | 1                   | 2                 |
| ------------- | ------------------- | ----------------- |
| Présentateurs | Natalia Oreiro      | Natalia Oreiro    |
| Juges         | Orlando Petinatti   | Orlando Petinatti |
| Juges         | María Noel Riccetto |                   |
| Juges         | Claudia Fernández   |                   |
| Juges         | Agustín Casanova    |                   |